# 尼氏丘頭鯰
尼氏丘頭鯰是輻鰭魚綱鯰形目琵琶鯰科的其中一種。

## 分布
本魚分布於南美洲秘魯、厄瓜多、哥倫比亞的亞馬遜河流域。

## 特徵
本魚體形似五弦琴，寬扁的外部輪廓在背鰭處突然變尖，成為1根極長的尾柄。深褐色魚體上布滿斑點，一對尖尖的脊柱從雙眼旁向後延伸，在胸鰭之間匯合，一直延伸至背鰭。皮膚上遍布一排排瘤狀疙瘩，但到尾柄就只剩下兩、三排。有三對觸鬚，最高的一對向後伸展。高位背鰭位於腹鰭上方，臀鰭後位，大約在尾柄的一半位置。體長可達13公分。

## 生態
棲息在沙泥底質的河床，相當耐髒，活動力差，通常靜止不動，性情溫和，屬雜食性。

## 經濟利用
為觀賞性魚類，能在魚缸中繁殖。